# Ciudad Jardín Bicentenario

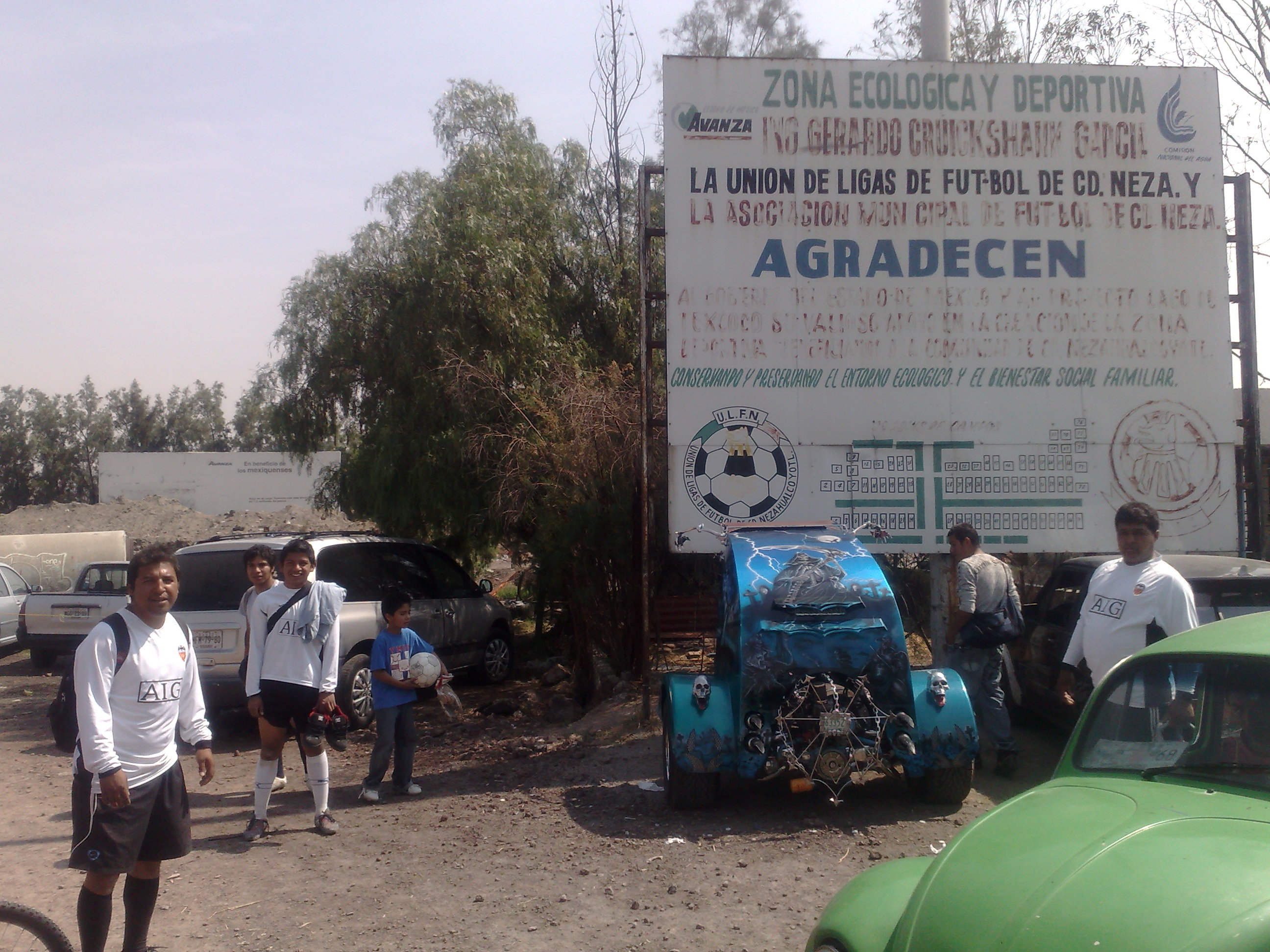
Entrada a la zona deportiva de Ciudad Jardín

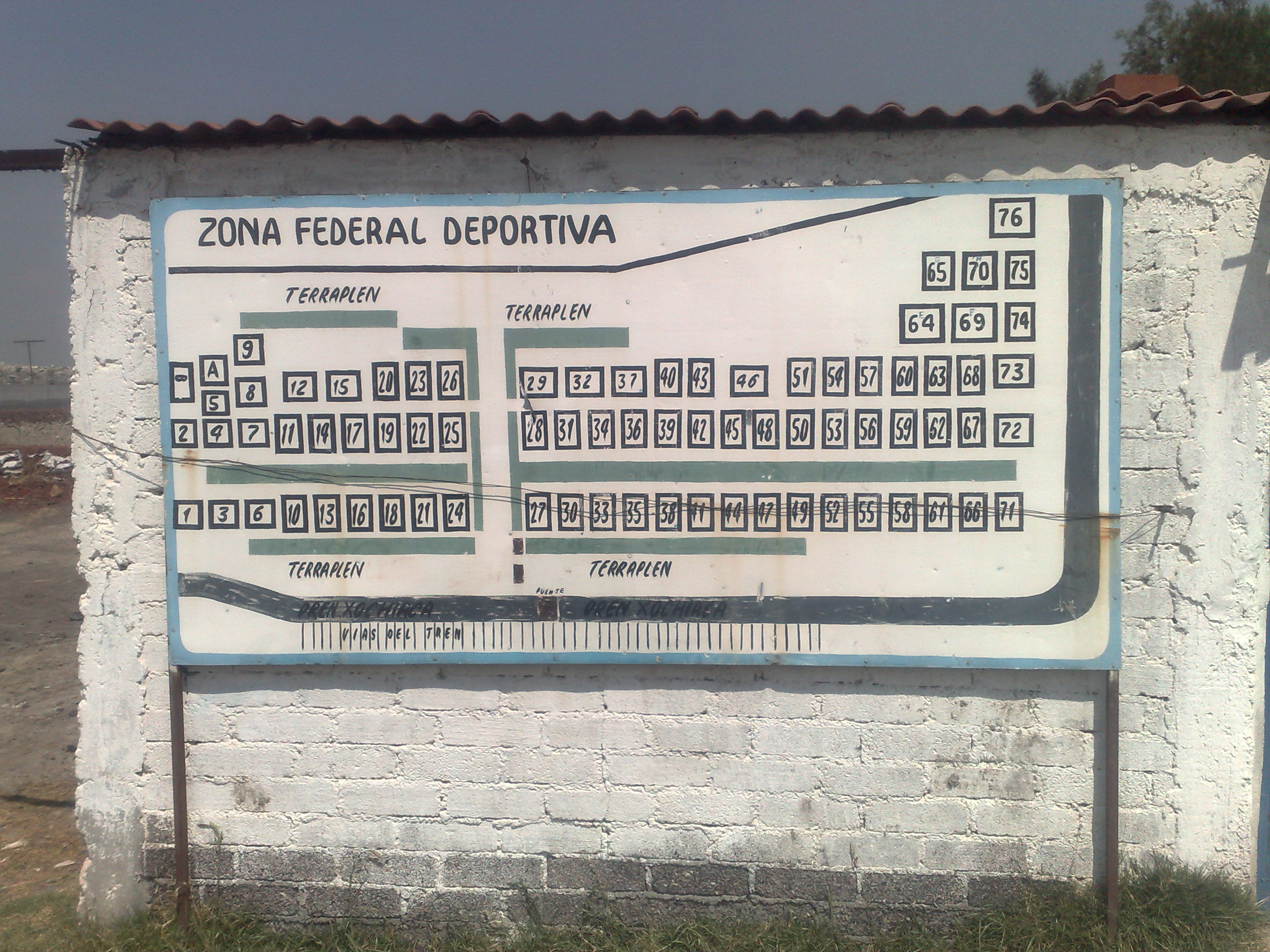
Mapa ilustrando la magnitud de la zona deportiva de Ciudad Jardín: 76 canchas de fútbol

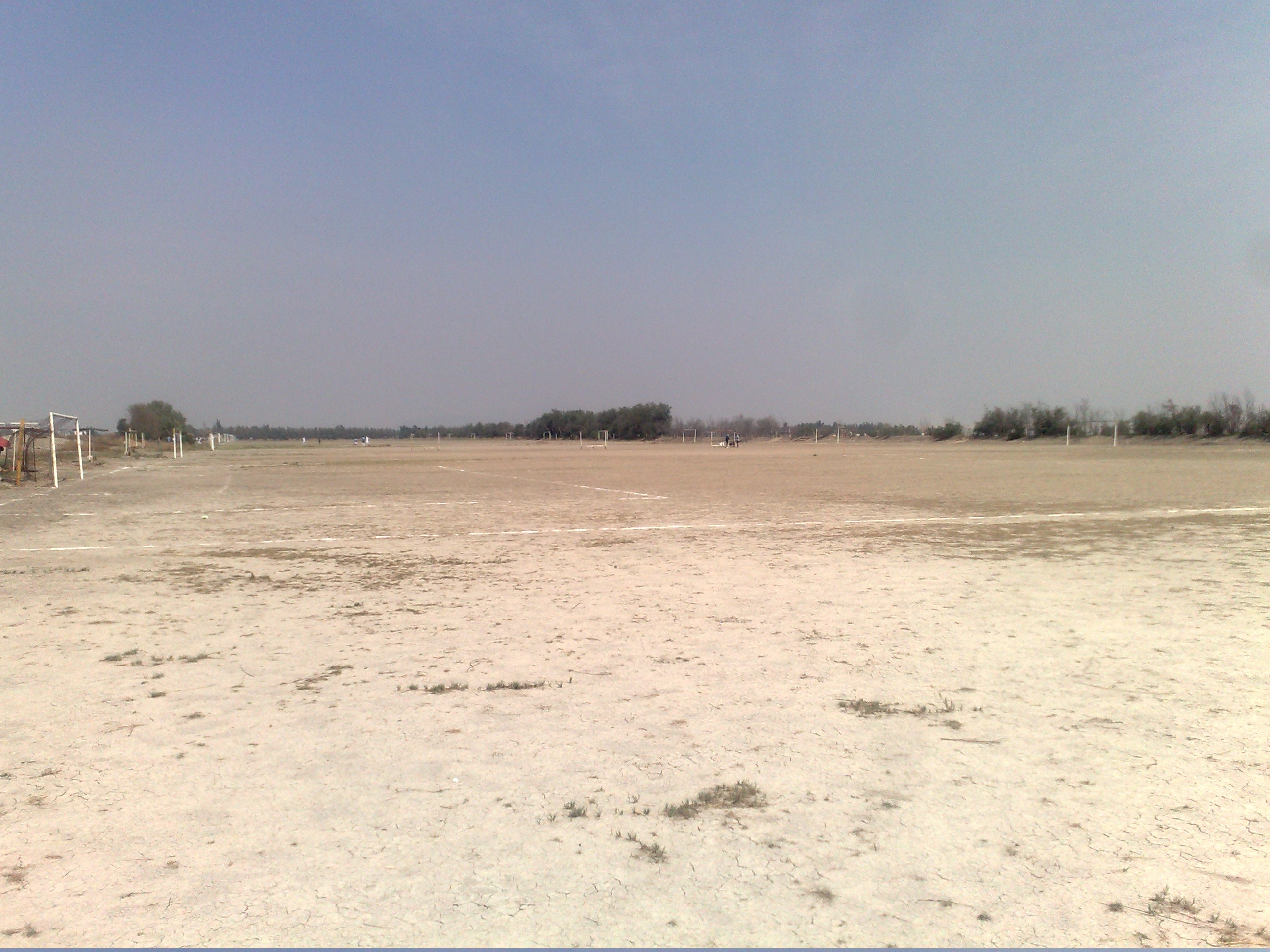
Paisaje de la zona deportiva de Ciudad Jardín

Ciudad Jardín Bicentenario, también conocido como Ciudad Jardín, es un complejo deportivo y comercial en Ciudad Nezahualcóyotl, Estado de México, parte de la Zona Metropolitana del Valle de México. Abrió en mayo del 2009, y fue desarrollado en dos lotes sobre 250 hectáreas e incluye el cierre y la limpieza de los vertederos Neza I y II, ex basurero que durante 65 años recibió un promedio de 12 000 toneladas de desechos de la Ciudad de México. En uno de los lotes, de 60 hectáreas fue construido un centro deportivo, el mayor centro deportivo en el área metropolitana. En el segundo lote se construyó un centro comercial, el cual inició operaciones a finales de 2008, así como un instituto tecnológico de educación superior, un hospital especializado, consultorios médicos, un centro comunitario y un área de entretenimiento.

## Historia

### Desarrollo
A principios de la década de los 2000, se empezó a formar la idea de convertir uno de los basureros más grandes de América en un complejo comercial, ecológico, educativo y habitacional como en alguna ocasión fuera la zona de Santa Fe en la alcaldía Álvaro Obregón. Fue una idea que fue apoyada por los gobiernos municipal, estatal y la inversión privada.[cita requerida]
En cuanto al financiamiento de la obra, se proyectó una inversión aproximada de 200 millones de dólares proveniente de la Iniciativa Privada, en donde destaca la inversión de Promotora Sanborn's y la Constructora IDEAL (Impulsora para el Desarrollo y el Empleo en América Latina), ambas compañías encabezadas por el Ing. Slim Helú, quienes financiaron 70% del total del proyecto.  De los 200 millones de dólares,  400 millones de pesos mexicanos eran para construir la ciudad deportiva.
La zona de Ciudad Jardín se encuentra localizada en lo que anteriormente era el basurero del Bordo de Xochiaca y la ciudad deportiva de Nezahualcóyotl, y fue inaugurada por el Gobernador del Estado Enrique Peña Nieto y el empresario Carlos Slim el 22 de mayo de 2009.

### Actualidad
En junio del 2013 se informó que desde 2009 está cerrado el centro deportivo a la población porque era administrado por un patronato.
En 2022 se empezó la vacunación.

## Denominación
Se le denominó Ciudad Jardín Bicentenario para conmemorar el Bicentenario de la Independencia de México en el año 2010, ya que se tenía previsto que para ese año estuviera totalmente terminado el complejo.

## Zonas comerciales
Las zonas comerciales tienen 88 457 m² de construcción y 175 635 m² de superficie. Dicho complejo se caracteriza por tener una zona comercial dividida en dos zonas "Plaza Ciudad Jardín" y "Centro Comercial Ciudad Jardín", donde predominan dos grupos de inversionistas comerciales: Walmart de México con supermercados Walmart y Sam's Club, quienes instalaron en su lugar Vips y Suburbia, esta última actual propiedad de El Puerto de Liverpool con su tienda departamental de su mismo nombre y la tienda departamental C&A; mientras que Grupo Carso tiene presencia con las tiendas Sears, Mixup y Sanborns. El centro tiene 194 locales y estacionamiento para 3, 750 vehículos.

## Centro Deportivo
La zona deportiva tiene un superficie de 60 hectáreas que cuenta con 41 canchas (de tenis, fútbol, baloncesto, voleibol, 2 de fútbol americano, y 2 de béisbol), gimnasios, frontón, pista aeróbica, ciclopista, zona de juegos infantiles, estacionamiento, y helipuerto, tanto como un Estadio Olímpico con capacidad para 3650 personas. Además hay cuatro lagunas que pueden captar 5 millones de litros de agua al año. También es usado en algunas ocasiones  para eventos masivos, como fue en el 50 aniversario de ciudad Netzahualcoyotl, organizado por el gobierno del municipio.

## Otras amenidades
Se han creado dos universidades: La Universidad La Salle y la Universidad Autónoma del Estado de México y se construyó un Centro de Rehabilitación Infantil (TELETON) (28 de noviembre de 2007). También se tiene previsto la construcción del Sistema 3 del Ferrocarril Suburbano de la Zona Metropolitana del Valle de México con una Estación en Ciudad Jardín que correrá de la Estación Nezahualcóyotl de la Línea del Metro de la Ciudad de México B hasta el Municipio de Chalco, y una zona habitacional.